# Epimecis hortaria
Epimecis hortaria är en fjärilsart som beskrevs av Fabricius 1794. Epimecis hortaria ingår i släktet Epimecis och familjen mätare. Inga underarter finns listade i Catalogue of Life.

## Bildgalleri

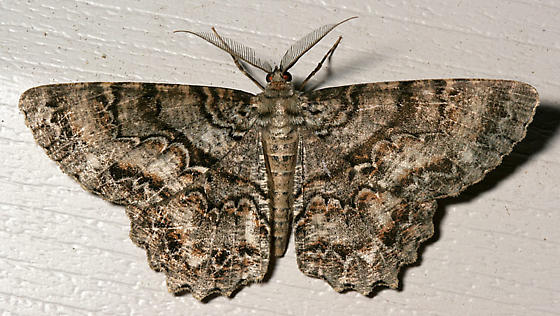
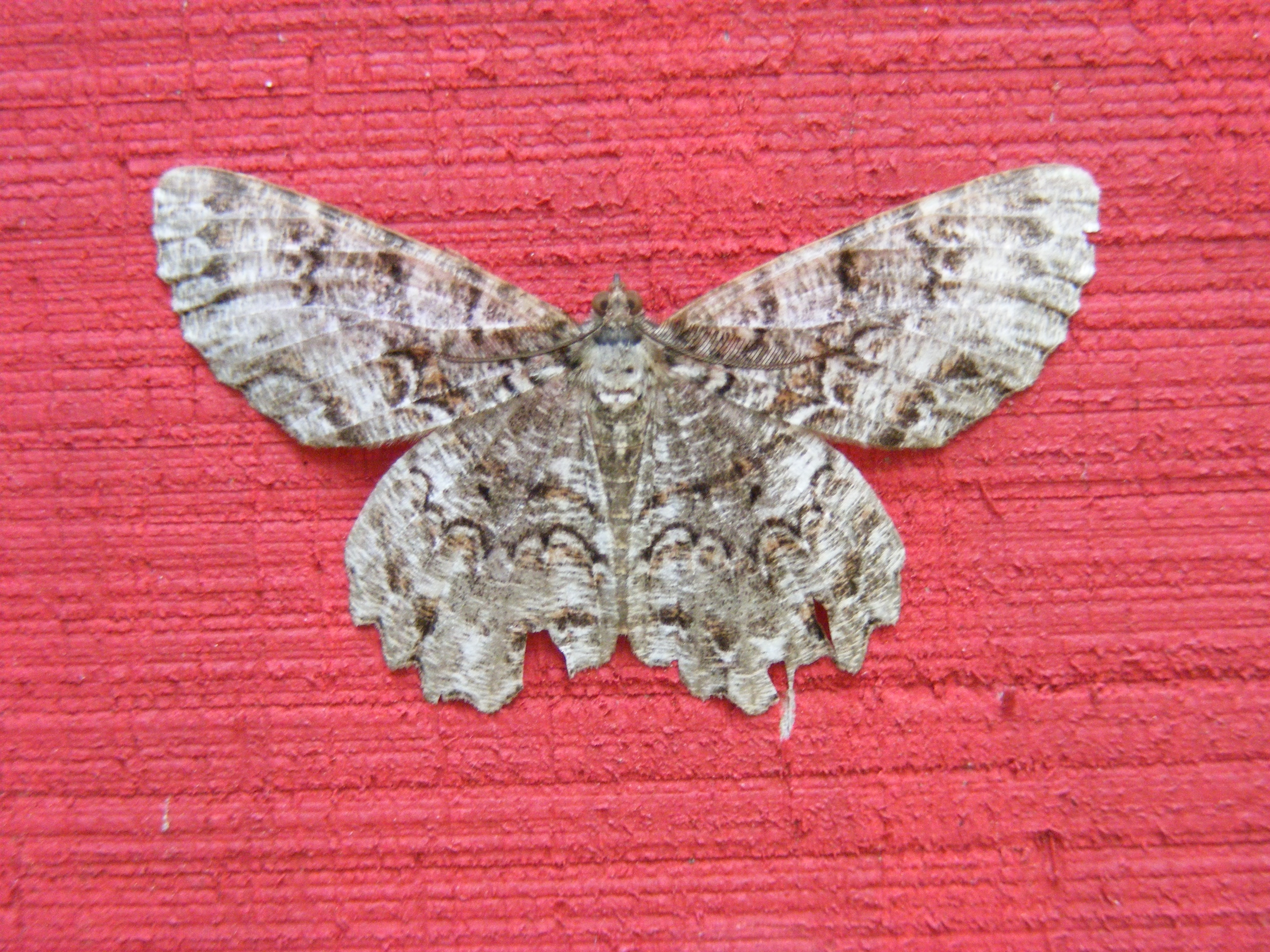